# Aguaray
Aguaray est une localité de l'extrême nord de l'Argentine située dans la province de Salta. Elle est sous la juridiction du département de General José de San Martín proche de la frontière bolivienne.